# Ruedi Noser

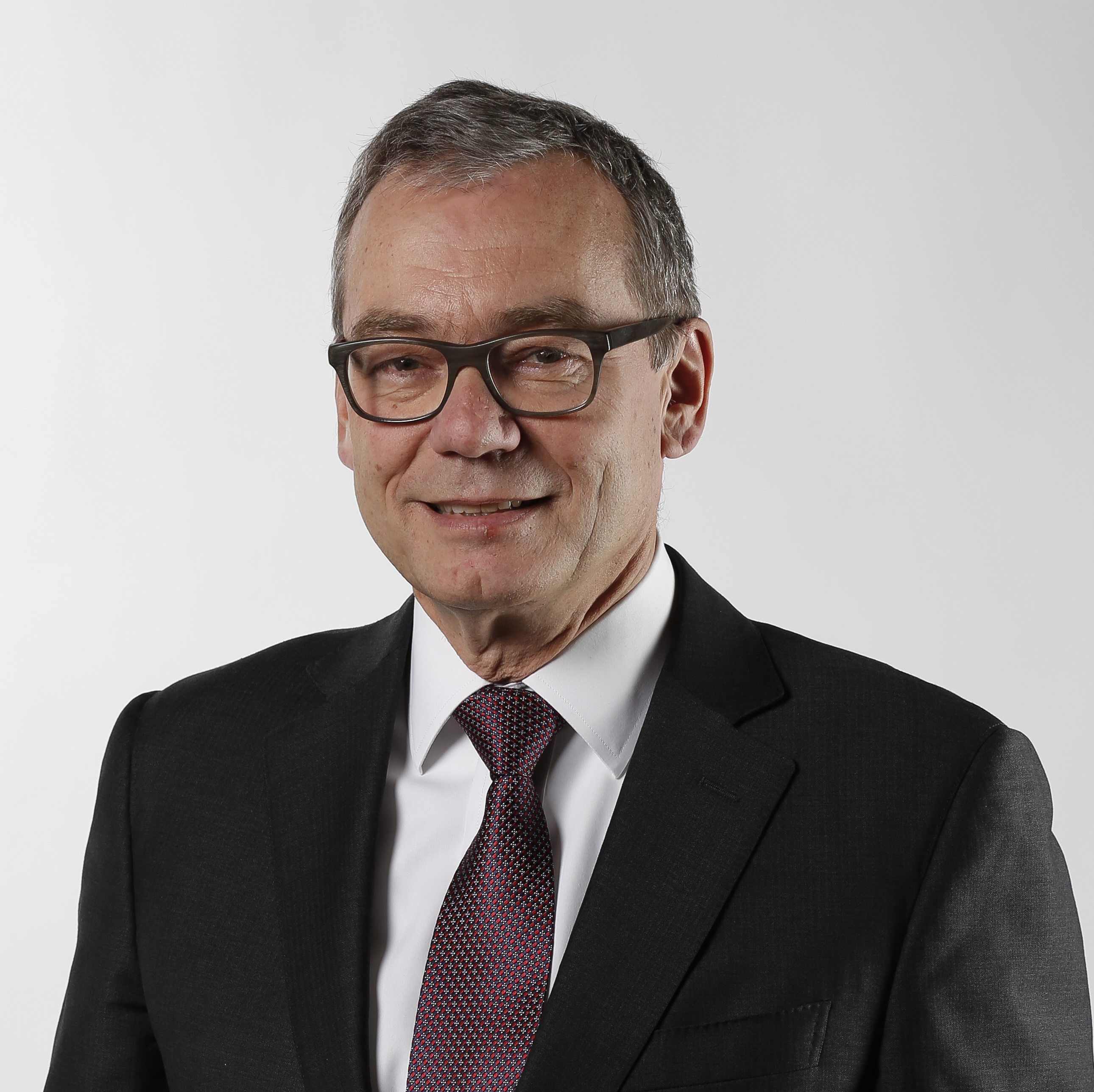
Ruedi Noser (2015)

Rudolf «Ruedi» Noser (* 14. April 1961 in Glarus; heimatberechtigt in Glarus Nord) ist ein Schweizer Unternehmer und Politiker (FDP.Die Liberalen).

## Ausbildung und Beruf
Laut Tages-Anzeiger-Portrait vom Herbst 2023 war Ruedi Noser ein "Legastheniker und Schulversager". Von 1978 bis 1982 absolvierte Noser bei Rieter in Winterthur eine Lehre als Maschinenmechaniker. Im Anschluss studierte er an der Fachhochschule Rapperswil und diplomierte 1985 als Elektroingenieur. Später bildete er sich an der Universität St. Gallen (HSG) in Unternehmensführung und an der Universität Zürich in Betriebswirtschaft weiter.
Zusammen mit seinem Bruder baute er ein Softwareunternehmen auf.
1988 wurde Ruedi Noser Mitinhaber der Noser AG (Entwicklung von Mess- und Regeltechnik) in Winterthur, die ein Jahr später zur Noser Gruppe (heute Noser Group) umstrukturiert wurde. Seit 1996 ist er Alleininhaber der Gruppe. Zur Noser Group (Noser Management AG) gehören mehrere Firmen in der Schweiz, Deutschland und Kanada mit insgesamt über 600 Mitarbeitenden. Die Gruppenkompetenz liegt im Bereich Telekommunikation und Informatik. Noser ist im Verwaltungsrat der Noser Management AG. Von Dezember 2006 bis Mai 2008 war er Verwaltungsratspräsident der Esmertec AG (heute bekannt als Myriad Group). Seit 2017 ist er Verwaltungsrat der Credit Suisse Asset Management Schweiz.
Von 2000 bis 2006 war Ruedi Noser Zentralpräsident von Swiss Engineering. Seit 2006 ist er im Vorstand von ICTswitzerland und seit 2009 Präsident dieses Dachverbands der ICT-Branche. Des Weiteren ist er Vorstandsmitglied der Economiesuisse und der Zürcher Handelskammer sowie Verwaltungsratspräsident des Käselabels Natürli Züri Oberland.
Ruedi Noser war von 2015 bis 2019 Mitglied des Stiftungsrats der Schweizerischen Studienstiftung.
Im November 2023 wurde Noser vom Bundesrat per Januar 2024 in den Verwaltungsrat der Schweizerischen Exportrisikoversicherung (SERV) gewählt.
Ruedi Noser lebt von seiner Ehefrau getrennt in einer neuen Partnerschaft und hat fünf Kinder. Im Jahr 2023 zog er aus Gründen des Erbrechts aus dem Kanton Zürich nach Freienbach im Kanton Schwyz. 2024 wurde sein Vermögen auf 100 bis 150 Millionen Franken geschätzt, womit er erstmals zu den 300 Reichsten der Schweiz gehört.

## Politik
Noser war 1994 in der Politik ein Quereinsteiger. Von 1997 bis 2004 war Ruedi Noser Vorstandsmitglied der FDP Kanton Zürich, wobei er von 2000 bis 2003 "inaktiver" (ressortloser) Vizepräsident und dadurch von 2003 bis 2004 Präsident ad interim der Kantonalpartei wurde. Er verzichtete auf eine Kandidatur für das Präsidium der FDP Kanton Zürich. Von 1999 bis 2009 war er gleichfalls Mitglied der Geschäftsleitung der FDP Schweiz (heute FDP.Die Liberalen), wobei er von 2003 bis 2009 Vizepräsident der nationalen Partei war. Während dieser Zeit änderte er 2004 seinen öffentlichen Auftritt, indem er fortan nur noch mit Anzug und Krawatte auftrat, statt wie bis anhin auch im Pullover.
In der Legislaturperiode 1999–2003 sass Ruedi Noser für die Zürcher FDP im Kantonsrat Zürich und zwischen 2003 und 2015 als Vertreter der FDP Kanton Zürich im Nationalrat. Am 22. November 2015 wurde er als Vertreter des Kantons Zürich im zweiten Wahlgang in den Ständerat gewählt. In diesem Amt wurde er am 17. November 2019, ebenfalls im zweiten Wahlgang, bestätigt. Bei den Ständeratswahlen im Oktober 2023 trat er nicht mehr an.